# Liljeborgia fissicornis
Liljeborgia fissicornis is een vlokreeftensoort uit de familie van de Liljeborgiidae. De wetenschappelijke naam van de soort is voor het eerst geldig gepubliceerd in 1858 door Sars.